# Harry Maasz

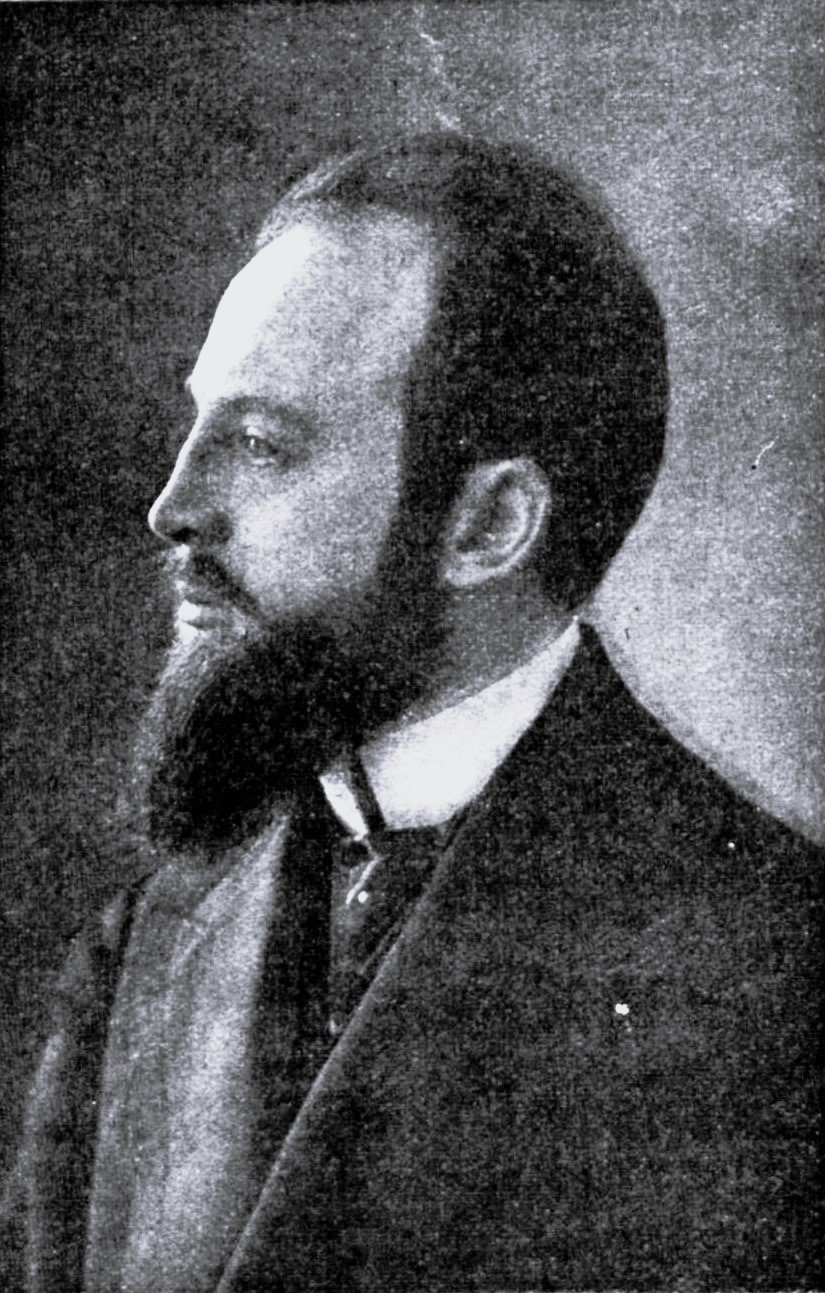
Harry Maasz, Stadtgärtner in Lübeck

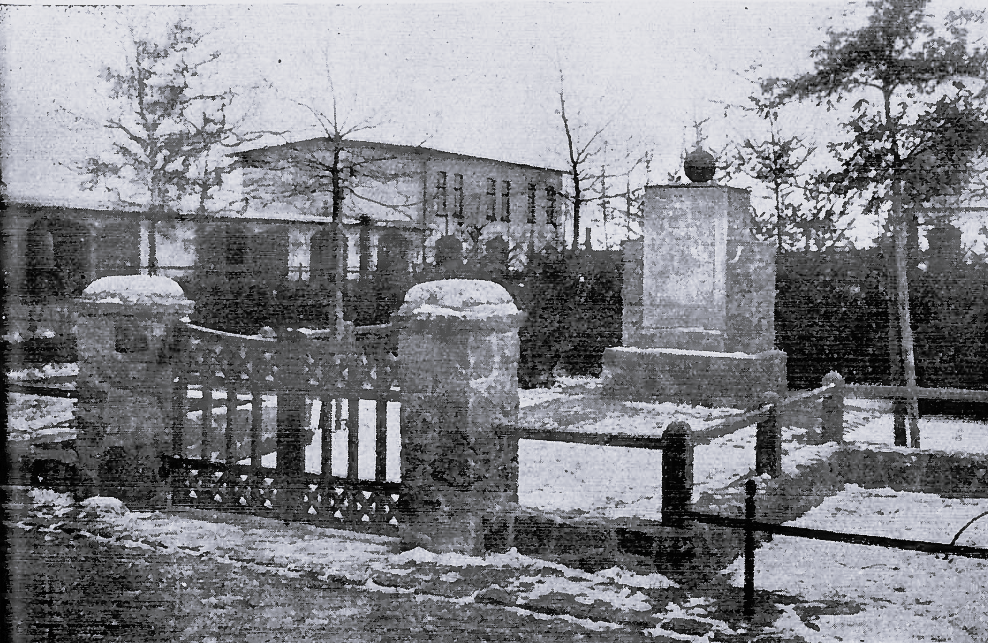
Gedenkstein der MGK des meimischen Regiments (1917)

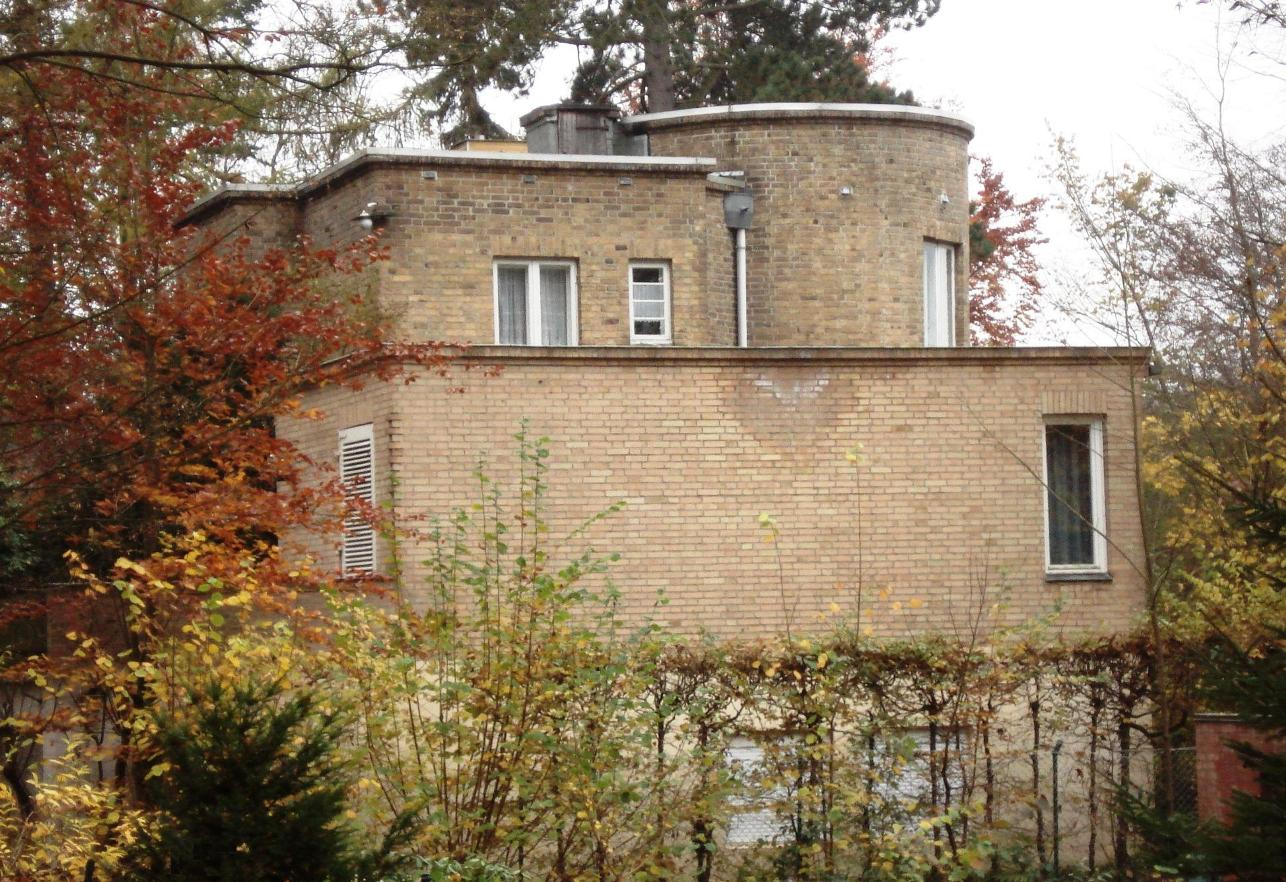
Ehemaliges Wohnhaus von Harry Maasz in (Scharbeutz-)Klingberg, Seestraße 31

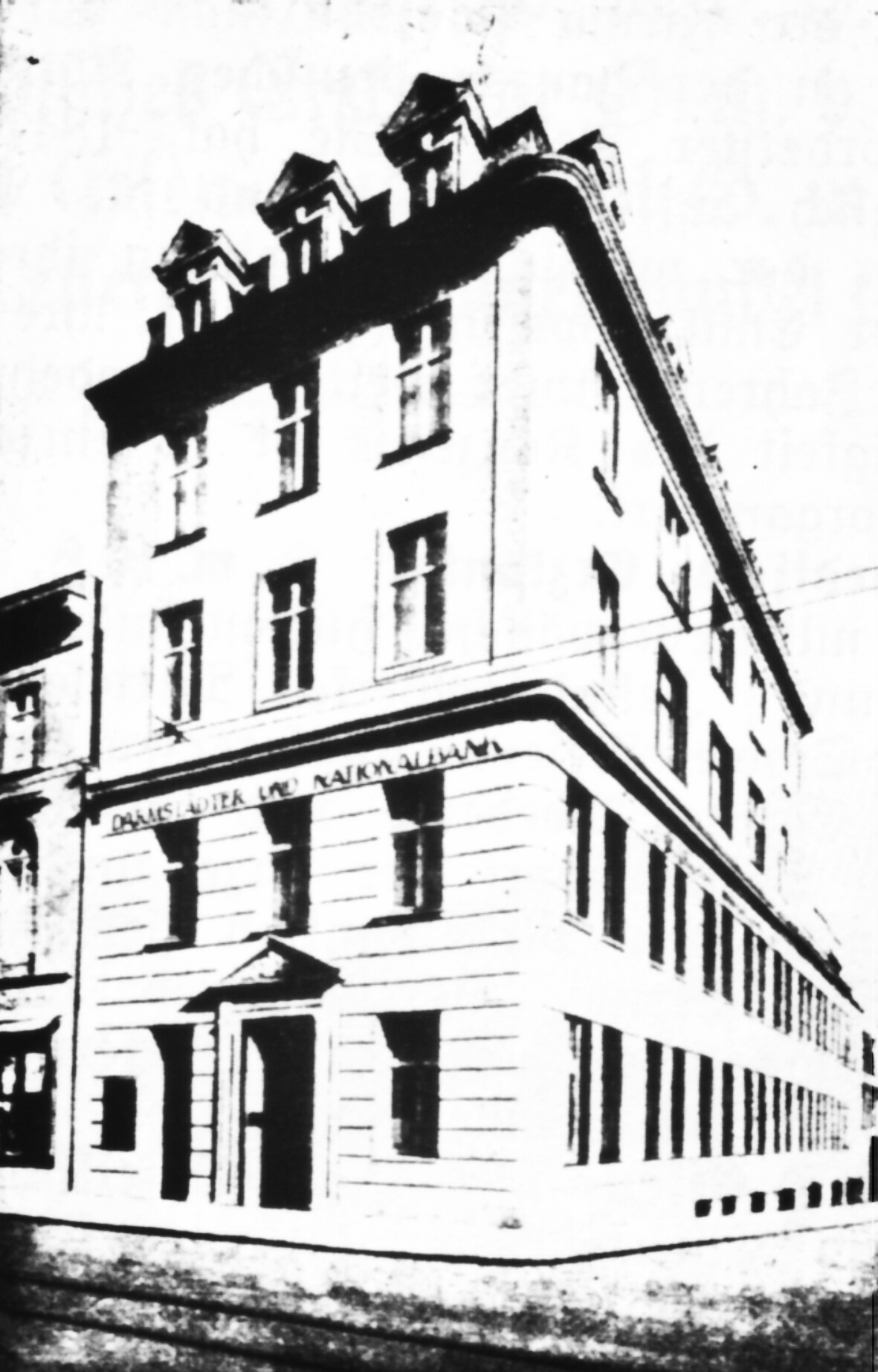
Im III. Stock befand sich sein „Atelier für Gartengestaltung“

Harry Maasz (eigentlich Maaß) (* 5. Januar 1880 in Cloppenburg; † 24. August 1946 in Lübeck) war ein deutscher Gartenarchitekt und Gartenbauschriftsteller.

## Leben
Nach dem Besuch des Gymnasiums in Bremen absolvierte Maasz 1897 eine Gartenbaulehre in Stadthagen und 1900 ein Volontariat in Bremen. Ab 1901 folgte ein Studium an der Königlichen Gärtnerlehranstalt am Wildpark bei Potsdam. Ab 1903 wirkte er unter dem Gartenbaudirektor Karl Koopmann bei der Gestaltung der Parkanlagen in Heilstätten Beelitz wurde er 1904 bei der Stadtverwaltung in Magdeburg und 1905 bei der Stadtverwaltung in Kiel tätig. Die dortige Forstbaumschule ist unter seiner Leitung neugestaltet. Ab 1906 war er als Gartenbauarchitekt, technischer und künstlerischer Leiter, bei der Firma Berg & Schwedt in Stuttgart tätig. 1908 bestand er das Examen als staatlicher Diplom-Gartenmeister.  Ab 1909 war er künstlerischer Mitarbeiter der Werkstätten für Gartengestaltung von Schnackenburg & Siebolt in Hamburg. Als Nachfolger des Leiters vom Gartenamt der Freien und Hansestadt Lübeck, Erwin Barth, wurde er 1912 berufen.
1916 reiste er im Auftrage des Lübecker Senats gemeinsam mit dem Lübecker Architekten Wilhelm Bräck nach Ostpreußen, um gutachtlich neuzeitliche Friedhofsanlagen und Ehrenmale in Augenschein zu nehmen. Bereits 1917 hatte die Maschinengewehr-Kompanie (MGK) des Infanterie-Regiments „Lübeck“ ein friedliches Werk der Dankbarkeit und Erinnerung für ihre auf dem Feld der Ehre gefallenen Kameraden geschaffen. Auf dem Kasernenhof der MGK bei der Marli-Kaserne, heute auf den Ehrenfriedhof, erhob sich ein von gärtnerischen Anlagen umgebener in einfachen schlichten Formen gehaltener Gedenkstein. In ihm waren und wurden die Namen der Gefallenen eingemeißelt. Die Anregung hierfür gab ein Offizier-Stellvertreter der 2. Ersatz-Maschinengewehr-Kompanie. Die Entwürfe für den Gedenkstein lieferten die Lübecker Architekten Bräck & Stoermer. Den Entwurf für den gärtnerischen Schmuck stellte Garteninspektor Maasz zur Verfügung.
Nach seinem Ausscheiden zum 1. Oktober 1922 gründete er ein eigenes „Atelier für Gartengestaltung“ in der III. Etage der 1942 zerstörten Breiten Straße 85–87 in Lübeck, 1934 kam es zu einer Ausstellung und der Gründung eines gemeinsamen Ateliers mit Guillermo Narberhaus in Barcelona.
1934 wurde er Förderndes Mitglied der SS.
Ein bleibendes Denkmal setzte sich Maasz mit seinem eigenen Wohnhaus, das er in der Gemeinde Klingberg am Pönitzer See errichten ließ: Nach den Plänen seines Architektenfreundes Wilhelm Bräck wurde hier ab 1926 ein Gebäude im Sinne des Neuen Bauens geschaffen, dessen Gartenanlage jedoch nicht erhalten ist.
Dem damals verbreiteten Ideal des englischen Landschaftsgartens stellte Maasz seine Vision vom „Volkspark der Zukunft“ entgegen, mit dem er den sozialen Problemen der Jahrhundertwende Rechnung tragen wollte. Der Park sollte in den Dienst der Gesundheit des Bürgertums treten und der Erholung dienen. Unter ästhetischen Gesichtspunkten bezog er nach Möglichkeit die umgebende Landschaft in die Gestaltung seiner Gärten ein. Unter seiner Vision vom Volkspark der Zukunft verstand Maasz eine Kombination aus öffentlichen Grünflächen, Gesellschafts- und Sammlungsräumen, Bade- und Turngelegenheiten und Laubenkolonien. Von diesen u. a. mit Steinobstbäumen versehenen Parkanlagen mit hohem sozialem Anspruch existieren Ideenskizzen, die im Falle des Volksparks Krempelsdorf begonnen, jedoch nicht zu Ende geführt werden konnten.
Am Lübecker Stadtrand (südlich der Straße An der Dornbreite) begann Maasz 1918 mit der Errichtung des Krempelsdorfer Volksparks auf einem 36 ha großen Areal. Nachdem sich im Rahmen der volkswirtschaftlichen Entwicklung jener Jahre die Kosten innerhalb kürzester Zeit verdreifacht hatten, wurden die Arbeiten 1920 eingestellt.
Im Ersten Weltkrieg erschuf Maasz den durch die Straße Sandberg vom Burgtorfriedhof separierten und im Jahre 1917 erweiterten Ehrenfriedhof Lübecks. Bedingt durch das nicht absehbare Ende des Krieges wurde eine weitere Erweiterung des Friedhofs, jenseits der Israelsdorfer (heute Travemünder) Allee, zwar erwogen, aber nicht mehr verwirklicht. Maasz starb 1946 und ist als letzte Person auf dem Ehrenfriedhof beigesetzt worden.
Sein Sohn Jürgen Maass (1908–1981) wurde Bildhauer.

## Auszeichnungen
- 1907 erhielt Maasz eine Silberne Medaille der Internationalen Kunst- und Großen Gartenbauausstellung Mannheim.
- 1914 erhielt er jeweils eine Goldene Medaille der Gartenbauausstellungen in Altona und Lübeck.

## Arbeitsnachlass
- Schleswig-Holsteinisches Archiv für Architektur und Ingenieurbaukunst (AAI) in Schleswig

## Ausstellungen
- 1998 im Kulturforum Burgkloster in Lübeck

## Werk (unvollständig)

### Garten- und Park-Anlagen

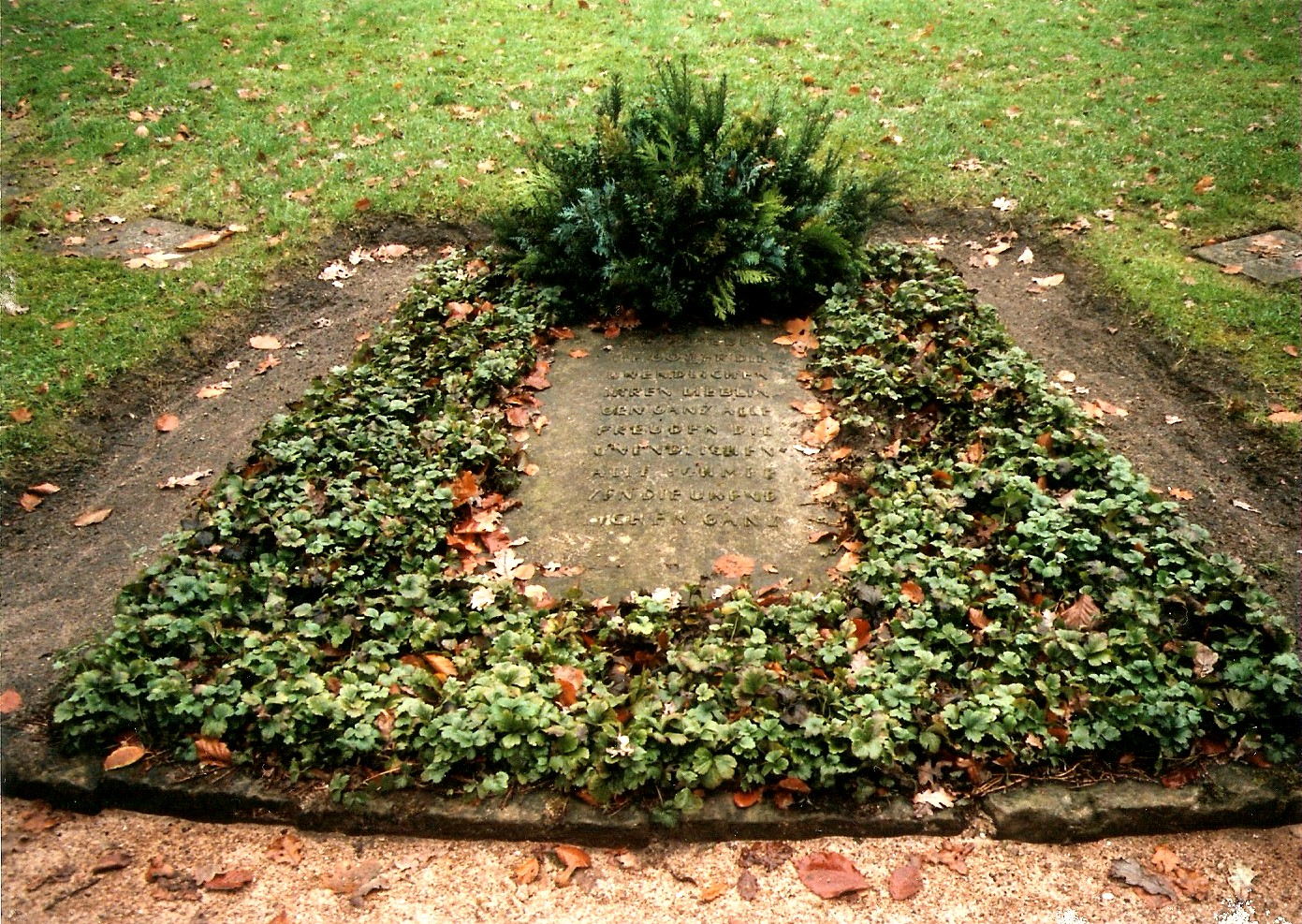
Sein Grab auf dem Ehrenfriedhof zu Lübeck

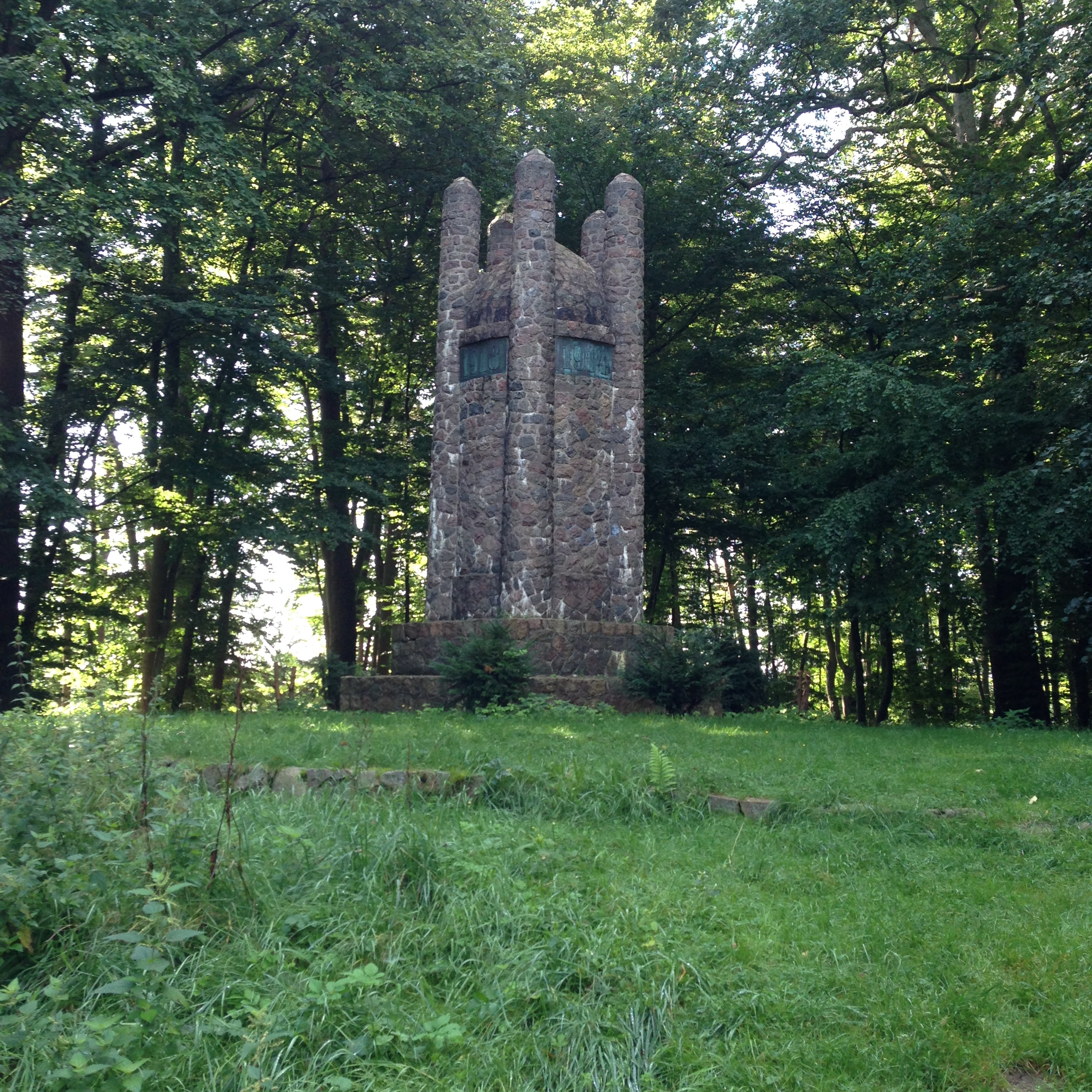
Kriegerdenkmal Erster Weltkrieg in Mölln

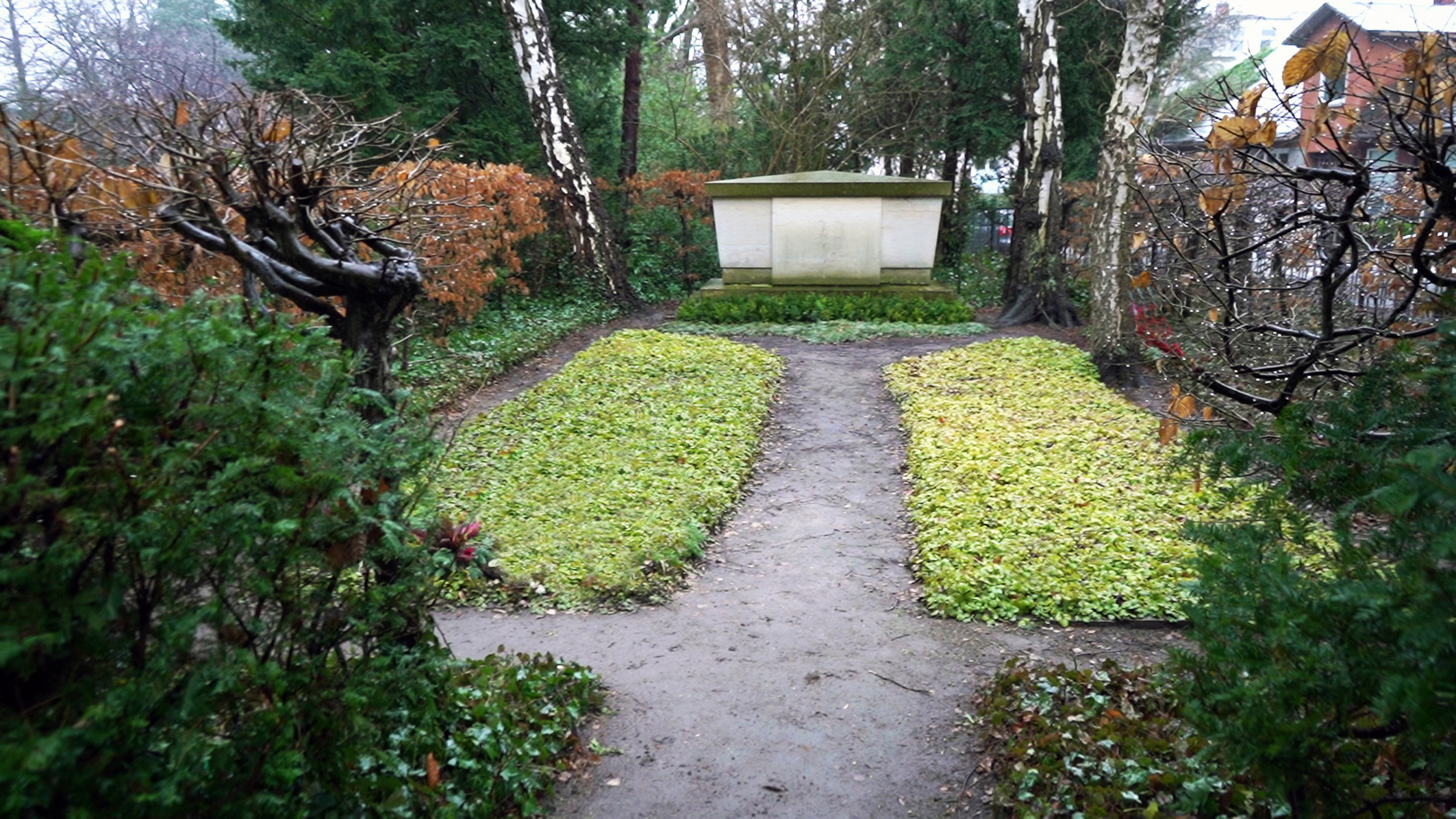
Familiengrab – Gestaltung Harry Maasz, 1917. Ein typisches Beispiel eines einer schlichten Familiengrabanlage im Stil des 19. Jahrhunderts. Siehe Maasz, Letzte Wohnung, Nachwort S. 4

- 1907: Schilleranlage in Esslingen (als Mitarbeiter des Büros Berz und Schwede)
- vor 1912: Gartenanlage Villa P. Delius in Versmold  (als Mitarbeiter des Büros Schnackenberg und Siebold)[10]
- 1913: Lübecker Schulgarten
- 1913: Gartenanlage Villa Dräger (Lübeck); noch bestehend
- 1918: Ehrenhain im Riesebusch bei Bad Schwartau
- 1918: Ehrenhain in Mölln
- Schwartauer See im Kurpark von Bad Schwartau (nur teilweise verwirklicht)
- 1915: Ehrenfriedhof (Lübeck)
- 1922: Ehrenhain um die Ratekauer Kirche mit Ehrenhof und Namenssteinen der im Kriege Gefallenen[11]
- 1924–1926: Landhausgarten für das Verlegerehepaar Wachholtz in Neumünster
- 1918–1920: Volkspark Krempelsdorf (unvollendet)
- 1920: Sportareal des Phönix Lübeck
- 1920: Umgestaltung des Klosterkirchhof (Bordesholm)
- ab 1925: Gut Schwaighof bei Allmannshofen
- 1927: Parkplanung Erweiterung Landschaftspark Gut Dersentin / Mecklenburg
- 1934: Umgestaltung des Schlossparks von Schloss Kalkhorst[12]
- 1935: Zöllnerhaus
- 1937–1939: Umgestaltung des Geschlechterfriedhofs Lunden[13]

### Schriften
- Zwischen Straßenzaun und Baulinie. Trowitzsch & Sohn, Frankfurt (Oder) 1910.
- Der deutsche Volkspark der Zukunft. Laubenkolonien und Grünfläche. Trowitsch, Frankfurt  (Oder) 1913.
- Unsere letzte Wohnung. Bilder von alten Friedhöfen. (Gemeinsam mit Ludolf Albrecht) Behrens, Hamburg   1913. (Digitalisat).
- Der Lübecker Ehrenfriedhof und Ehrenhain. In: Die Heimat, Juni 1918, Band 28, Nr. 6, S. 90–92 (Digitalisat).
- Wie baue und pflanze ich meinen Garten. Bruckmann, München 1919.
- Heimstätten und ihre Gärten. Laube, Dresden 1919.
- Die Pflanze im Landschaftsbilde. Quelle & Meyer, Leipzig 1920.
- Harry Maaß: Lübecks Ehrenfriedhof und Ehrenhain. In: Zentralblatt der Bauverwaltung. Nr. 61, 1922, S. 360–361 (zlb.de).
- Kleine und große Gärten. Aus der Werkstatt eines großen Gartengestalters. Trowitsch, Frankfurt  (Oder) 1926.
- Der Garten – Dein Arzt. Fort mit den Gartensorgen. Frankfurt  (Oder) 1927.
- Das Grün in Stadt und Land. Laube, Dresden 1927.
- Die Bepflanzung von Grabstätten. Welche Blumen, Sträucher und Bäume sind zu empfehlen? Trowitsch, Frankfurt  (Oder) 1934.
- Wasserbecken für kleine und große Gärten. Trowitsch, Frankfurt (Oder) 1934.
- Große Sorgen um grüne Landschaft. Westphal, Wolfshagen-Scharbeutz 1936.